# Vassa
Vassa (russisk: Васса) er en sovjetisk spillefilm fra 1983 af Gleb Panfilov.

## Medvirkende
- Inna Tjurikova som Vassa Zjeleznova
- Vadim Medvedev
- Nikolaj Skorobogatov
- Valentina Telitjkina
- Olga Masjnaja